# Shiira
Shiira was een Japanse opensource-webbrowser voor Mac OS X. De browser was ook beschikbaar in het Nederlands. De laatste versie van Shiira, 2.3, werd uitgebracht op 11 augustus 2009 en vereiste minimaal Mac OS X 10.4. De laatste versie voor OS X 10.3 is 1.2.2. De ontwikkelaarswebsite werd verwijderd in december 2011.

## Functies
De browser werd ontwikkeld met Safari in het achterhoofd. Hierdoor waren de hoofdeigenschappen gelijkaardig. Shira gebruikte bijvoorbeeld de "private browsing"-modus zoals Safari, waardoor er geen geschiedenis of cookies worden opgeslagen. De zoekbalk had echter veel zoekmachines. Shiira maakte gebruik van Cocoa om gebruikers te voorzien van een aanpasbare zijbalk langs de linker- of rechterkant van het venster. De zijbalk bevatte bladwijzers, geschiedenis, downloads en een RSS-lezer. In versie 2.0 werd de zijbalk vervangen door een reeks paletten die konden worden geopend en gesloten vanuit de hoofdvensterwerkbalk. Shiira ondersteunde het bekijken van PDF-documenten in de browser.